# November 1993
Portal Geschichte | Portal Biografien | Aktuelle Ereignisse | Jahreskalender | Tagesartikel

◄ |
19. Jahrhundert |
20. Jahrhundert
| 21. Jahrhundert

◄ |
1960er |
1970er |
1980er |
1990er
| 2000er | 2010er | 2020er | ►

◄ |
1989 |
1990 |
1991 |
1992 |
1993
| 1994 | 1995 | 1996 | 1997 | ►

◄ |
August 1993 |
September 1993 |
Oktober 1993 |
November 1993 |
Dezember 1993 |
Januar 1994 |
Februar 1994 |
►
Dieser Artikel behandelt aktuelle Nachrichten und Ereignisse im November 1993.

## Tagesgeschehen

### Montag, 1. November 1993

Die Europäischen Gemeinschaften erhalten am 1. November ein „gemeinsames Dach“: die „Europäische Union“

- Bonn/Deutschland: Der Bremer Bürgermeister Klaus Wedemeier (SPD) tritt sein Amt als Präsident des Bundesrates an.[1]
- Brüssel/Belgien: Der im Februar 1992 geschlossene Vertrag von Maastricht zur Gründung der Europäischen Union (EU) tritt in Kraft. Er löst die Römischen Verträge von 1957 ab, mit denen die Europäische Gemeinschaft für Kohle und Stahl, die Europäische Wirtschaftsgemeinschaft (EWG) und die Europäische Atomgemeinschaft gegründet wurden. Aus der EWG wird offiziell die EG – als eine der drei „Säulen“ der EU. In der deutschen Umgangssprache existierte das Kürzel „EG“ seit den 1970er Jahren als Chiffre für die drei europäischen Institutionen von 1957.[2]
- Jakarta/Indonesien: Der ehemalige Schachweltmeister Anatoli Karpow aus Russland wird gegen den Niederländer Jan Timman bei der ersten Weltmeisterschaft nach der Disqualifikation des Russen Garri Kasparow durch den Weltverband FIDE in 21 Partien erneut Schachweltmeister.[3]

### Dienstag, 2. November 1993
- Jawa Barat/Indonesien: In der Nähe des Dorfs Ratujaya stoßen zwei Eisenbahnzüge der staatlichen Gesellschaft PJKA auf einer eingleisigen Strecke frontal zusammen. Die Nachrichtenagentur Antara meldet 35 Todesopfer durch das Unglück.[4]

### Donnerstag, 11. November 1993
- Deutschland: Die bundesweiten Aufführungen des ersten für das Kino bestimmten Spielfilms des Komikers Helge Schneider starten. Der im Sauerland produzierte und größtenteils improvisierte Low-Budget-Film trägt den Titel Texas – Doc Snyder hält die Welt in Atem (Für eine Handvoll Scheiße).[5]

### Samstag, 13. November 1993
- Kempland/Antarktika: Bei der heutigen partiellen Sonnenfinsternis ist von einem Standpunkt nahe der antarktischen Küste aus gesehen die Sonne zu 50 % vom Mond bedeckt.[6]

### Sonntag, 14. November 1993
- San Juan/Puerto Rico: Über 1,7 Millionen Wähler und damit circa drei Viertel der Stimmberechtigten entscheiden über den künftigen Status des kleinsten Hoheitsgebiets auf den Großen Antillen. Rechtlich ist Puerto Rico als Außengebiet der Vereinigten Staaten ein Territorium der Vereinigten Staaten mit partieller Selbstverwaltung. Für die Beibehaltung des Status als Außengebiet stimmen 48,9 % und für die Umwandlung in einen Bundesstaat der Vereinigten Staaten stimmen 46,6 %. Für die Unabhängigkeit als souveräner Staat stimmen weniger als 5 % der Teilnehmer.[7]

### Dienstag, 16. November 1993
- New York/Vereinigte Staaten: Das seit 1958 verhandelte und 1982 beschlossene Seerechtsübereinkommen der Vereinten Nationen (UN) kann in Kraft treten, nachdem Guyana heute als 60. Vertragsstaat seine Ratifizierungsurkunde bei den UN hinterlegt.[8][9]

### Mittwoch, 17. November 1993
- Blake Island/Vereinigte Staaten: Der fünfte Gipfel der Asiatisch-Pazifischen Wirtschaftsgemeinschaft APEC beginnt. Das Fernziel der Mitglieder ist eine Freihandelszone.[10]

### Freitag, 19. November 1993

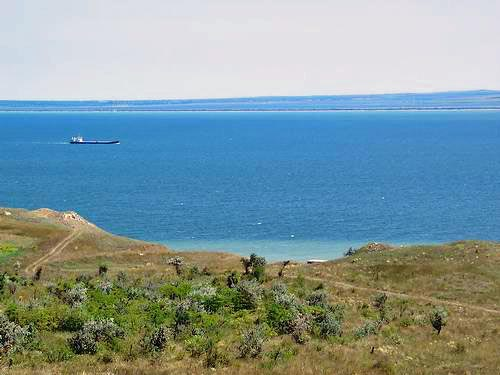
Die Straße von Kertsch trennt Russland von der ukrainischen Halbinsel Krim

- Moskau/Russland: Für eine Eisenbahn- und Straßenanbindung der ukrainischen Halbinsel Krim an Russland unter Umgehung des ukrainischen Festlands wird ein Protokoll zum Bau einer Brücke zwischen der Region Krasnodar und der Ostküste der Krim unterzeichnet. Die russischen Vertragspartner sind Vize-Ministerpräsident Alexander Schochin und zwei lokale Politiker, auf der anderen Seite steht ein Konsortium aus Frankreich. Die Krim hat einen hohen russischen Bevölkerungsanteil.[11]

### Samstag, 20. November 1993
- Ohrid/Mazedonien: Eine Jakowlew Jak-42 der Fluggesellschaft Saratov Airlines wird während des Flugs von Genf nach Skopje wegen Schneefalls zum Flughafen Ohrid umgeleitet und prallt beim Landeanflug gegen einen Berg. Von 116 Insassen verlieren 115 ihr Leben. Der überlebende Passagier ist schwer verletzt.[12]

### Sonntag, 21. November 1993
- Malabo/Äquatorialguinea: Erstmals seit der Unabhängigkeit im Jahr 1968 findet in dem westafrikanischen Staat eine Parlamentswahl statt. Die Demokratische Partei erreicht 68 Sitze im Parlament. Auf die Oppositionsparteien entfallen zwölf Sitze.[13]

### Montag, 22. November 1993
- Bonn/Deutschland: Der Bundesminister des Innern Manfred Kanther (CDU) untersagt der Arbeiterpartei Kurdistans (PKK) die Betätigung in der Bundesrepublik. Der Erlass gilt auch für alle Nebenorganisationen der PKK.[14]
- Eriwan/Armenien: Die Zentralbank der Republik Armenien gibt ab heute die neue Landeswährung Armenischer Dram aus. Der Dram löst den Russischen Rubel als gesetzliches Zahlungsmittel ab, der seit der Währungsreform in der Sowjetunion 1991 stark an Außenwert einbüßte. Ein ähnlicher Wertverfall droht dem Dram, da die Weltbank den armenischen Staat nicht als kreditwürdig ansieht.[15]

### Dienstag, 23. November 1993

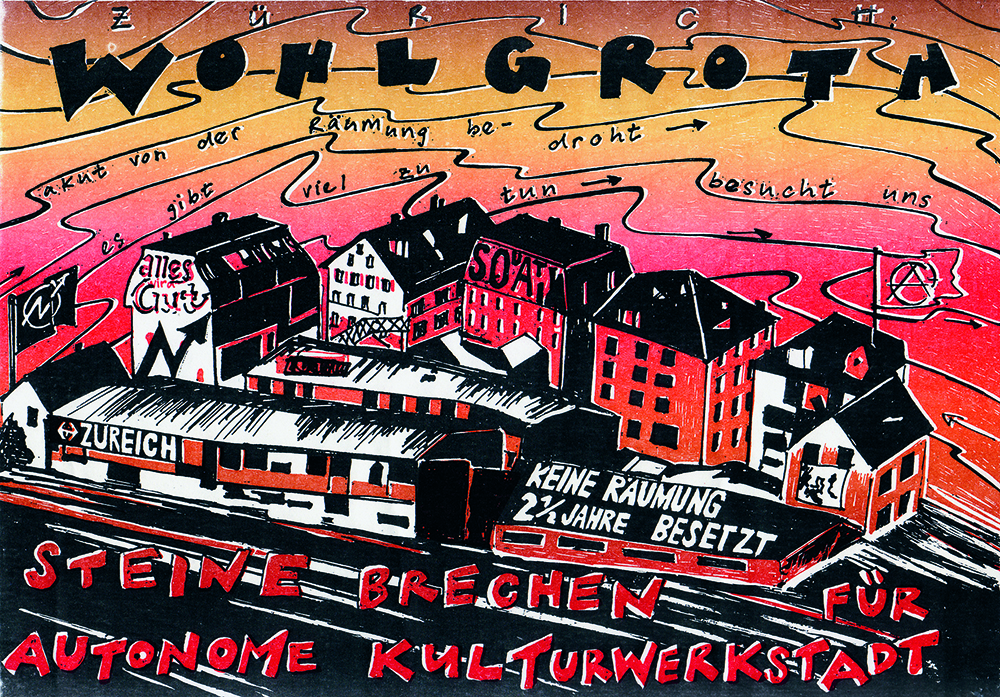
Flyer für den Erhalt des Wohlgroth-Areals

- Zürich/Schweiz: Die Polizei beendet die Besetzung des Wohlgroth-Areals in der Nähe des Hauptbahnhofs. Die Besetzung durch Autonome dauerte über zwei Jahre, in der Zwischenzeit entstanden u. a. eine Küche für Bedürftige, ein Frauenhaus und ein Kino.[16]

### Mittwoch, 24. November 1993
- München/Deutschland: Der Landesverband Bayern e. V. im Börsenverein des Deutschen Buchhandels und die Stadt München verleihen den Literaturpreis Geschwister-Scholl-Preis an das Buch Die Ordnung des Terrors: Das Konzentrationslager des deutschen Soziologen Wolfgang Sofsky.[17]

### Donnerstag, 25. November 1993

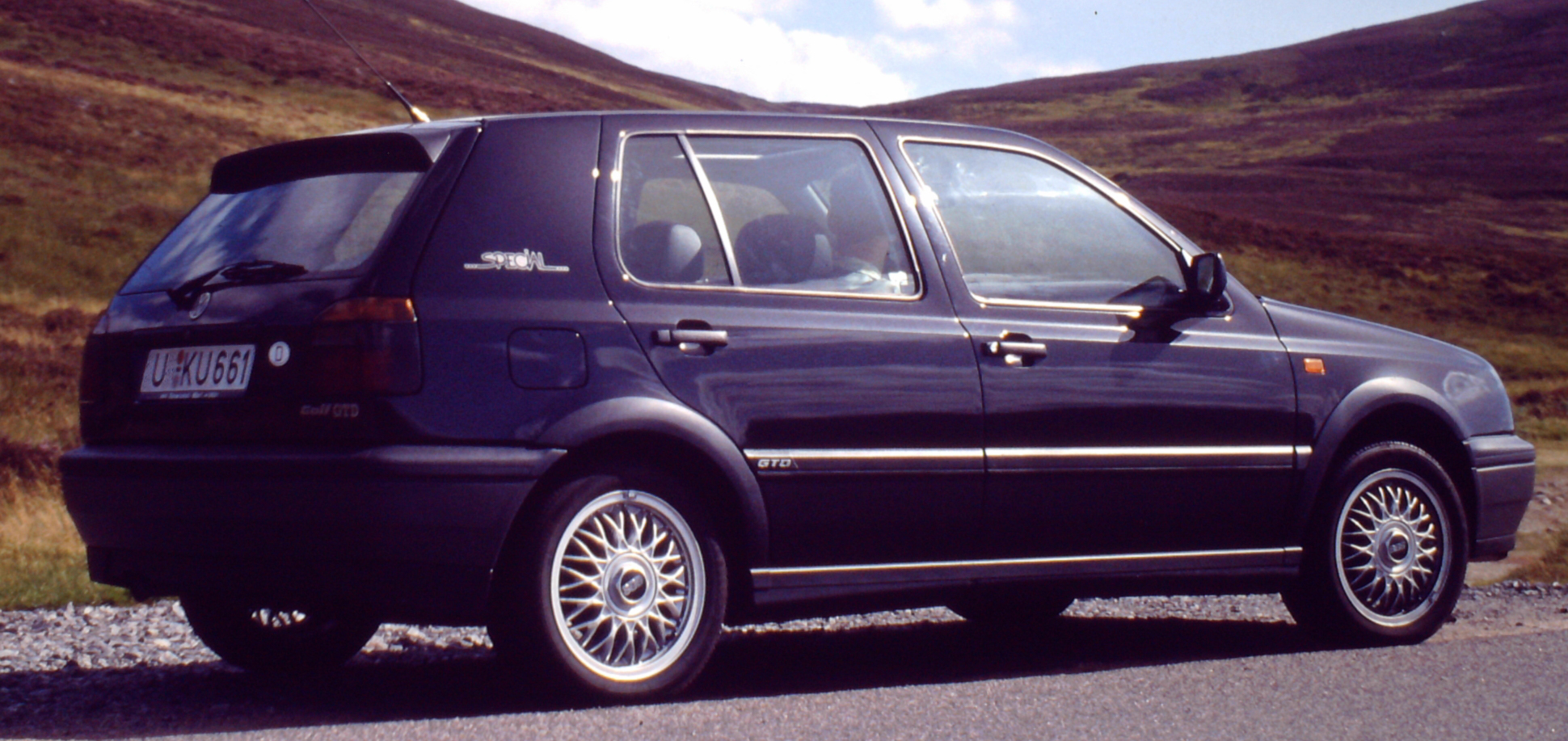
Der Golf ist das meistverkaufte Volkswagen-Modell

- Bonn/Deutschland: Die Unionsparteien können einen neuen Kandidaten für die Wahl des nächsten Bundespräsidenten im Mai 1994 nominieren. Bundeskanzler Helmut Kohl teilt der CDU/CSU-Bundestagsfraktion den Verzicht des bisherigen Kandidaten Steffen Heitmann mit. Der sächsische Justizminister und Theologe steht wegen frauen- und ausländerfeindlicher Positionen seit Wochen in der Kritik.[18]
- Wolfsburg/Deutschland: Der Kfz-Hersteller Volkswagen AG (VW) und die Gewerkschaft IG Metall einigen sich für die VW-Angestellten auf eine sogenannte „Vier-Tage-Woche“, um betriebsbedingte Kündigungen zu verhindern. Die tariflich vereinbarte Arbeitszeit wird um 20 % auf 28,8 Wochenstunden reduziert und das Arbeitsentgelt soll um 10 % gekürzt werden.[19]

### Sonntag, 28. November 1993
- Bern/Schweiz: Die teilnehmenden Stimmberechtigten votieren in einer Volksabstimmung für vier Bundesbeschlüsse, darunter Maßnahmen zur Konsolidierung der Finanzen, und lehnen zwei Volksinitiativen ab, die staatliche Eingriffe beim Alkoholkonsum und beim Tabakrauchen verlangen.[20]
- Magdeburg/Deutschland: Der sachsen-anhaltische Ministerpräsident Werner Münch (CDU) tritt von seinem Amt zurück. Der gebürtige Bottroper soll sich Bezüge auf dem Niveau der westdeutschen Länder erschlichen haben, obwohl sie ihm für eine Tätigkeit im Beitrittsgebiet von 1990 nicht zustanden.[21]